# Quốc lộ 2 (Hàn Quốc)
Quốc lộ 2 (Tiếng Hàn: 국도 제 2호선, Gukdo Je I(2) Hoseon) là một đường quốc lộ ở Hàn Quốc. Nó nối Sinan với Busan. Đường ban đầu nối Mokpo với Busan, nhưng vào năm 2004, đường nối Sinan với Mokpo mở cửa giao thông.